# Den oändliga historien
Den oändliga historien (tyska: Die unendliche Geschichte) är en tysk fantasy- och äventyrsroman skriven av Michael Ende, publicerad den 1 september 1979.  På svenska gavs den ut första gången 1981 av Berghs förlag, sedan dess har den kommit i många utgåvor från samma förlag. Den senaste kom i mars 2018, för första gången med ett nytt omslag och utan de illustrerade anfanger som följt med från den tyska utgåvan.

## Handling
Huvudpersonen, Bastian Balthasar Bux, är en pojke på elva år. Han har få vänner, blir mobbad i skolan och är dålig i alla ämnen. Hans mamma är död och pappan är deprimerad, så till den grad att han knappt märker av sonens existens längre. För att undkomma verkligheten drömmer sig Bastian in i fantasins värld, genom böcker och genom att hitta på egna historier.
Berättelsen börjar med att Bastian stjäl en bok vid namn Den oändliga historien från ett antikvariat. Istället för att gå till skolan den dagen går han upp på skolans vind för att läsa boken. Han läser om landet Fantásien som är i fara: rikets härskarinna, Barnakejsarinnan, har blivit sjuk och riket är på väg att gå under med henne. Allt större delar av riket försvinner och kvar finns bara det märkliga "Ingentinget".
Barnakejsarinnan sänder efter pojken Atreju, som får i uppdrag att söka efter ett botemedel mot Barnakejsarinnans sjukdom. Atreju får den magiska symbolen AURYN av barnakejsarinnan, som skyddar och leder honom. Hela tiden är Bastian med honom eftersom han läser om Atrejus äventyr. När Ingentinget hotar att sluka hela Fantásien får Bastian genom sin läsning veta att han är den enda som kan rädda Barnakejsarinnan och därmed Fantásien. Tvekande går han med på det, för det verkar orimligt för honom att någon i en bok skulle behöva hans hjälp. Då tar Barnakejsarinnan det drastiska steget att söka upp Den gamle i Vandrande berget, hennes motsats och den person som skriver Den oändliga historien i samma ögonblick som den utspelar sig. Eftersom detta besök innebär att boken går i en evig cirkel känner sig Bastian tvungen att göra vad som krävs av honom: att ge Barnakejsarinnan ett nytt namn. När han ropar ut namnet förflyttas Bastian själv till Fantásien. Där ber Barnakejsarinnan honom om att återuppbygga Fantásien med sin fantasi. Bastian får AURYN och den gör att alla hans önskningar går i uppfyllelse. Men vad Bastian inte vet är att för varje önskning glömmer han något från sin egen värld. Till slut minns han inte att han har något att komma tillbaka till och blir så småningom en slav under sin egen makthunger. På baksidan av AURYN står det GÖR VAD DU VILL. Bastian inser snart att det har en djupare innebörd än gör vad du har lust med: att alla önskningar har konsekvenser och att man därför ska söka sin innersta vilja. När han efter ett slag skadar sin vän Atreju inser han att det är just vänner han behöver för att lyckas ta sig tillbaka till sin egen värld och sin orolige far. Bastians vandring från en önskan till nästa leder honom till slut till Livets vatten, som uppfyller den viktigaste av alla önskningar: den om att kunna älska.

## Rollfigurer
- Bastian Balthasar Bux
- Karl Konrad Koreander
- Blubb, ett irrbloss
- Pjörnrachzarck, en stenbitare
- Barnakejsarinnan
- Cairon, en svartcentaur
- Atreju
- Artax, Atrejus häst
- Den uråldriga Morla, en träsksköldpadda som bor i Sorgmodets kärr
- Ygramul de många
- Fuchur, en lyckodrake
- Engywuck och Urgl
- Uyulala, det Södra Oraklet
- Gmork, en varulv
- Lirr, Baureo, Schirk och Mayestril, de fyra vindjättarna
- Den gamle från vandrande berget
- Graógramán, den brokiga döden
- Querquobad den silverhårige
- Mulåsnan Jicha
- Hjälten Hynreck
- Hydorn, Hysbald och Hykrion
- Prinsessan Oglamar
- Draken Smärg
- Djinnen Illuán
- Xayide, en häxa
- Argax, väktare av de gamla kejsarnas stad
- Fru Aiuola
- Yor, den blinde bergsmannen

## Filmer
Första halvan av boken gjordes till engelskspråkig film 1984 av Wolfgang Petersen. Den blev en stor succé. Filmen avviker från boken på flera sätt och Michael Ende stämde filmen för att den använder bokens namn (men förlorade tvisten). De två uppföljande filmerna har mycket lite med originalberättelsen att göra och floppade.
- 1984 – Den oändliga historien
- 1990 – Den oändliga historien 2 - Nästa kapitel
- 1994 – Den oändliga historien 3 - Flykten från Fantásien

Det har även gjorts en tecknad barnversion och en TV-serie av berättelsen. TV-serien heter Berättelser ur Den Oändliga Historien och är mycket löst baserad på boken.